# Otis Smith
Otis Smith, född 22 oktober 1965 i New Orleans, är en amerikansk utövare av amerikansk fotboll (cornerback), som vann Super Bowl med NFL-laget New England Patriots. Han inledde sin NFL-karriär 1991 i Philadelphia Eagles. Senare spelade han för New York Jets, New England Patriots och Detroit Lions. Den stora höjdpunkten i Smiths spelarkarriär var segern i Super Bowl XXXVI.